# Andrew Williams
Andrew Williams (Waipukurau, 1959) és un polític neozelandès i diputat de la Cambra de Representants de Nova Zelanda des de les eleccions de 2011. És membre de Nova Zelanda Primer.
Va ser l'últim l'alcalde de North Shore —una ciutat al nord d'Auckland fins que aquesta va fer-se part d'Auckland— entre el 2007 i 2010.

## Inicis
Williams va néixer el 1959 a Waipukurau, un poble a Hawke's Bay. Va realitzar els seus estudis secundaris al Col·legi de Hawke's Bay Central (Central Hawke's Bay College) de Waipukurau i al Col·legi Rangitoto (Rangitoto College) d'Auckland. Els seus estudis terciaris els realitzà a l'Institut de Màrqueting Internacional de Nova Zelanda. Després es trauria un certificat del Ministeri del Medi Ambient.
Entre el 1977 i 1982 seria executiu en una companyia d'exportació de carn. Seria gerent entre el 1982 i 1989 en una companyia de carn i entre el 1989 i 1998 en una companyia d'enviament i càrrega aèria. Entre el 1998 i 2007 va ser l'encarregat per part del govern neozelandès pel comerç entre Nova Zelanda i els països de Bèlgica i Luxemburg.
En les eleccions locals neozelandeses de 2001 fou elegit regidor pel consell de la ciutat de North Shore i per aquesta ciutat seria alcalde entre el l'octubre de 2007 i l'octubre de 2010. Williams estava en desacord amb la creació de la «súper ciutat» d'Auckland a partir del 2010. Aquesta súper ciutat era la creació de l'autoritat unitària d'Auckland en què les ciutats de North Shore, Auckland City, Waitakere i Manukau i tots els altres districtes de la regió d'Auckland esdevindrien tan sols una entitat: Auckland, governada pel consell d'Auckland. El procés d'amalgamació el criticava com a «innecessari i no democràtic».
El juliol de 2010 anuncià que seria candidat en les eleccions locals de 2010 a l'alcaldia del nou consell d'Auckland i també seria candidat a regidor. No fou elegit ni a l'alcaldia ni com a regidor.

## Diputat
| Parlament de Nova Zelanda |      |                |        |           |
| Anys                      | Leg. | Circumscripció | Llista | Partit    |
| 2011-actualitat           | 50   | Llista         | 3      | NZ Primer |

Williams fou candidat en les eleccions generals de 2011 com a candidat de Nova Zelanda Primer en la circumscripció electoral de North Shore. A més, es trobava tercer en la llista electoral del partit. A North Shore quedà sisè de vuit candidats al rebre tan sols el 2,47% del vot. Al rebre Nova Zelanda Primer el 6,59% del vot total nacionalment i vuit escons, Williams fou elegit com a diputat de llista.

## Vida personal
Williams està casat i té tres fills. Viuen a North Shore, Auckland.